# Céroux
Pour l'ancienne commune Belge, voir Céroux-Mousty.
Pour l’article ayant un titre homophone, voir Cérou.
Le Céroux ou le Ceroux est un ruisseau français qui coule dans les départements du Cantal et de la Haute-Loire, en région Auvergne-Rhône-Alpes. C'est un affluent de l'Allier en rive gauche, donc un sous-affluent de la Loire.

## Géographie
Le Céroux naît au nord de la Montagne de la Margeride, sur le territoire de la commune de Lastic dans le Cantal.
De 33,5 km de longueur, son orientation générale va du sud vers le nord est. Il sert de limite un certain temps entre les  départementents du Cantal et de la Haute-Loire.
Il se jette dans l'Allier en rive gauche sur le territoire de Vieille-Brioude.

### Communes traversées
Dans les deux départements du Cantal et de la Haute-Loire, le Ceroux traverse neuf communes :
- Lastic, Rageade, Celoux, Soulages, La Chapelle-Laurent, Lubilhac, Mercœur, Saint-Just-près-Brioude, Vieille-Brioude

## Affluents
Le Ceroux a douze tronçons affluents référencés dont :
- Ruisseau de Souliac
- Ruisseau de la Noire, avec un affluent :
- Ruisseau de Costaroux (rg)
- Ruisseau de Fouanchanay
- Ruisseau de Cenioucet ou Ceniocelle (rd), avec un affluent :
  - le Par du Bois (rd)
- Ruisseau de Gazelle (rd),
- Ruisseau de Chilone (rd),
- Raza de la Pénide (rd),

Donc le rang de Strahler est de trois.

## Hydrologie

### Le Ceroux à Saint-Just-près-Brioude
Le Ceroux a été observé à la station de Saint-Just-près-Brioude de 1997 à 2014, pour un bassin versant de 82 km2, et à 539 m d'altitude
Le module ou moyenne annuelle de son débit est à Saint-Just-près-Brioude de 0,509 m3/s.

### Étiage ou basses eaux
À l'étiage, c'est-à-dire aux basses eaux, le VCN3, ou débit minimal du cours d'eau enregistré pendant trois jours consécutifs sur un mois, en cas de quinquennale sèche s'établit à 1,600 l/s, ce qui est très faible,.

### Crues
Sur cette courte période d'observation, le débit journalier maximal a été observé le 4 décembre 2003 pour 15 300 l/s. Le débit instantané maximal a été observé le 2 juin 2008 avec 14 400 l/s, et la hauteur maximale instantanée de 209 cm soit 2,09 m, le 3 décembre 2003.
Le QIX 10 est de 11 000 l/s et le QIX 20 est de 13 000 m3/s, alors que le QIX 2 est de 5 600 m3/s, et QIX 5 de 8 900 m3/s.

### Lame d'eau et débit spécifique
La lame d'eau écoulée dans cette partie du bassin versant de la rivière est de 196 millimètres annuellement, ce qui est seulement aux deux-tiers de la moyenne en France. Le débit spécifique (Qsp) atteint 6,2 litres par seconde et par kilomètre carré de bassin.